# Brassia bennettiorum
Brassia bennettiorum är en orkidéart som först beskrevs av Dodson, och fick sitt nu gällande namn av Karlheinz Senghas. Brassia bennettiorum ingår i släktet Brassia och familjen orkidéer. Inga underarter finns listade i Catalogue of Life.